# Varstu (commune)
Cet article concerne la commune. Pour le bourg éponyme, voir Varstu.

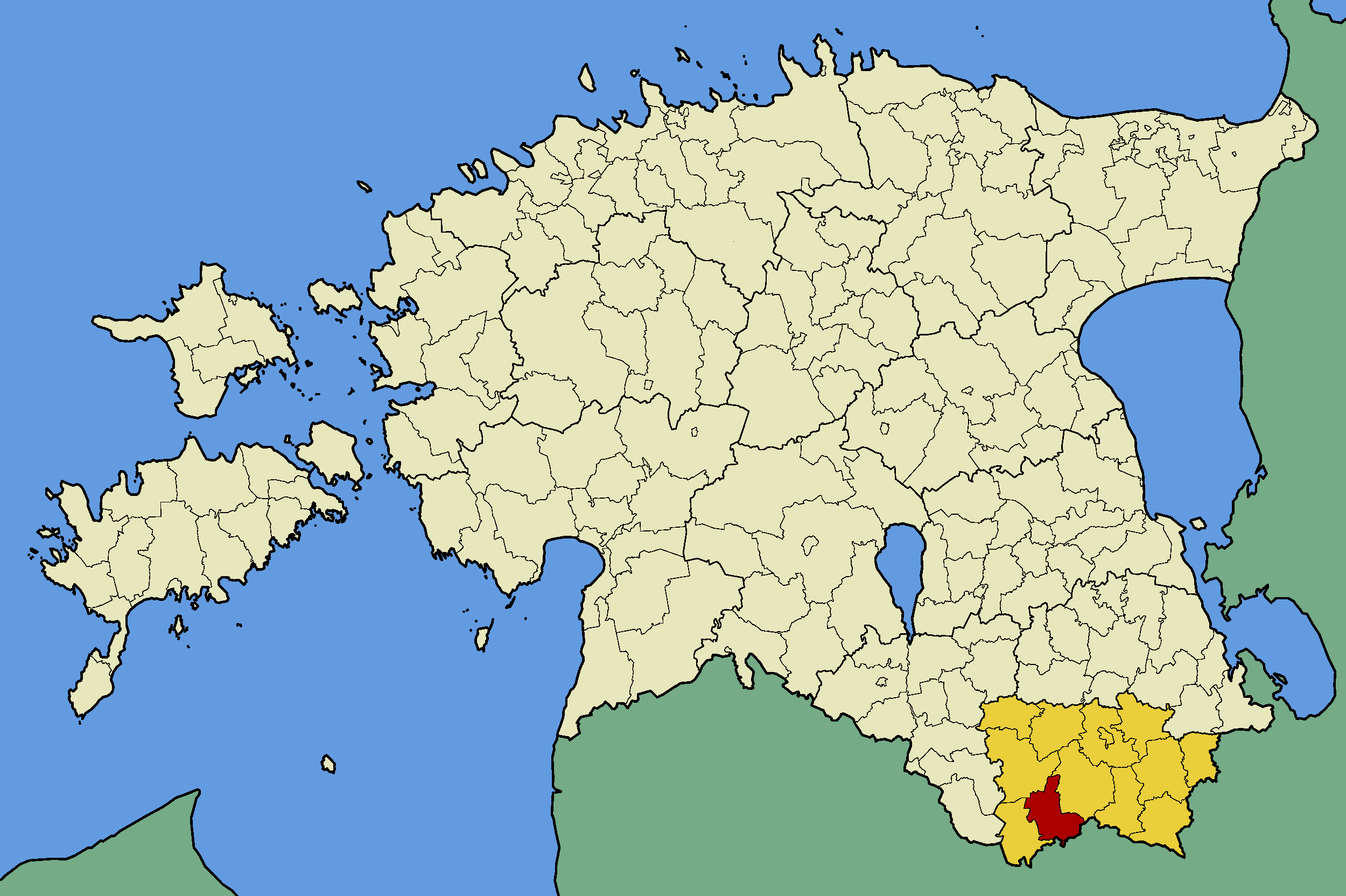
Localisation de l'ancienne commune de Varstu.

Varstu (en estonien : Varstu vald) est une ancienne commune rurale située dans le comté de Võru en Estonie. Le 1er janvier 2012, la population s'élevait à 1 102 habitants.

## Géographie
Elle s'étendait sur une superficie de 170,7 km2 dans le sud-est du comté et était frontalière de la Lettonie.
Elle comprenait le bourg de Varstu et les 18 villages de Hintsiko, Kangsti, Krabi, Kõrgepalu, Laurimäe, Liguri, Lüütsepa, Matsi, Metstaga, Mutemetsa, Paganamaa, Punsa, Pähni, Raudsepa, Soolätte, Tagakolga, Vana-Roosa et Viru küla.

## Histoire
Sous l'Empire russe, elle fait partie du gouvernement de Livonie.
À la suite de la réorganisation administrative d'octobre 2017, elle fusionne avec Haanja, Mõniste, Rõuge et une partie de Misso pour former la nouvelle commune de Rõuge.